# Stygiomysis hydruntina
Stygiomysis hydruntina är en kräftdjursart som beskrevs av Caroli 1937. Stygiomysis hydruntina ingår i släktet Stygiomysis och familjen Stygiomysidae. Inga underarter finns listade i Catalogue of Life.